# Цибулеві
Цибулеві або часнико́ві (Allioideae) — підродина однодольних рослин з родини амарилісових, що налічує близько 750 видів багаторічних, трав'янистих рослин, що мають видозміну пагону — цибулини. Раніше її розглядали як окрему родину Alliaceae.

## Опис
Цибулеві мають прості сидячі листки, розташовані почергово. Квітки правильні, зібрані у суцвіття зонтик. Мають просту віночкоподібну оцвітину із 6 вільних або при основі зрослих пелюсток. Тичинок 6, маточка одна. Зі стінок зав'язі утворюється плід коробочка.
Для багатьох представників родини характерний різкий специфічний запах, який пов'язаний із вмістом великої кількості летких ароматичних речовин — фітонцидів, які пригнічують життєдіяльність бактерій. Крім того, вони містять багато вітамінів. Саме тому люди, які регулярно вживають часник і цибулю рідко хворіють на застуди. Різні види цибулі культивують як овочеві, декоративні та лікарські рослини. Часник — цінна харчова та лікарська культура.

## Класифікація
Родина нараховує 13—16 родів.
| - Allium - Ancrumia - Erinna - Gethyum - Gilliesia - Ipheion - Leucocoryne - Miersia | - Milula - Nothoscordum - Schickendantziella - Solaria - Speea - Trichlora - Tristagma - Tulbaghia |